# Patró adaptador
El patró adaptador (en anglès, adapter) permet que dues classes amb diferents interfícies puguin treballar de manera conjunta a partir de la creació d'un objecte que les comunicarà i per tant, que permetrà que s'utilitzin els mètodes de la classe a adaptar.
L'ús del patró adaptador és per quan es vol utilitzar una classe però la seva interfície no concorda amb la que necessitem, o quan es vol reutilitzar una classe.